# Taiwan Open 2018 - Qualificazioni singolare
Le qualificazioni del singolare del Taiwan Open 2018 sono un torneo di tennis preliminare per accedere alla fase finale della manifestazione. Le vincitrici dell'ultimo turno sono entrate di diritto nel tabellone principale. In caso di ritiro di una o più giocatrici aventi diritto a queste sono subentrate le lucky loser, ossia le giocatrici che hanno perso nell'ultimo turno ma che avevano una classifica più alta rispetto alle altre partecipanti che avevano comunque perso nel turno finale.

## Teste di serie
1. Han Xinyun (qualificata)
2. Anna Blinkova (qualificata)
3. Liu Fangzhou (turno finale)
4. Lu Jingjing (turno finale)
5. Lizette Cabrera (qualificata)
6. Eri Hozumi (primo turno)

1. Dalila Jakupovič (qualificata)
2. Junri Namigata (qualificata)
3. Priscilla Hon (turno finale)
4. Peangtarn Plipuech (turno finale)
5. Ayano Shimizu (primo turno)
6. Ankita Raina (turno finale)

## Qualificate
1. Han Xinyun
2. Dalila Jakupovič
3. Anna Blinkova

1. Zhang Yuxuan
2. Lizette Cabrera
3. Junri Namigata

## Tabellone

### Legenda
| - Q = Qualificato - WC = Wild card - LL = Lucky loser | - ALT = Alternate - SE = Special Exempt - PR = Protected Ranking | - w/o = Walkover - r = Ritirato - d = Squalificato |

### Sezione 1
|  | Primo turno | Primo turno        | Primo turno    | Primo turno | Primo turno |  |  | Ultimo turno | Ultimo turno       | Ultimo turno | Ultimo turno | Ultimo turno |  |
|  |             |                    |                |             |             |  |  |              |                    |              |              |              |  |
|  | 1           | Han Xinyun         | Han Xinyun     | 6           | 6           |  |  |              |                    |              |              |              |  |
|  | WC          | Hsieh Shu-ying     | Hsieh Shu-ying | 3           | 3           |  |  | 1            | Han Xinyun         | 6            | 6            | 6            |  |
|  |             | Zhang Ling         | 4              | 6           | 2           |  |  | 10           | Peangtarn Plipuech | 7            | 2            | 2            |  |
|  | 10          | Peangtarn Plipuech | 6              | 1           | 6           |  |  |              |                    |              |              |              |  |

### Sezione 2
|  | Primo turno | Primo turno     | Primo turno     | Primo turno | Primo turno |  |  | Ultimo turno | Ultimo turno  | Ultimo turno  | Ultimo turno | Ultimo turno |  |
|  |             |                 |                 |             |             |  |  |              |               |               |              |              |  |
|  | 2           | Anna Blinkova   | Anna Blinkova   | 6           | 6           |  |  |              |               |               |              |              |  |
|  | WC          | Ng Kwan-yau     | Ng Kwan-yau     | 3           | 2           |  |  | 2            | Anna Blinkova | Anna Blinkova | 6            | 6            |  |
|  |             | Cornelia Lister | Cornelia Lister | 2           | 0           |  |  | 12           | Ankita Raina  | Ankita Raina  | 3            | 4            |  |
|  | 12          | Ankita Raina    | Ankita Raina    | 6           | 6           |  |  |              |               |               |              |              |  |

### Sezione 3
|  | Primo turno | Primo turno      | Primo turno      | Primo turno | Primo turno |  |  | Ultimo turno | Ultimo turno     | Ultimo turno | Ultimo turno | Ultimo turno |  |
|  |             |                  |                  |             |             |  |  |              |                  |              |              |              |  |
|  | 3           | Liu Fangzhou     | Liu Fangzhou     | 6           | 6           |  |  |              |                  |              |              |              |  |
|  |             | Michaela Hončová | Michaela Hončová | 3           | 1           |  |  | 3            | Liu Fangzhou     | 6            | 4            | 3            |  |
|  |             | Haruka Kaji      | Haruka Kaji      | 5           | 2           |  |  | 7            | Dalila Jakupovič | 3            | 6            | 6            |  |
|  | 7           | Dalila Jakupovič | Dalila Jakupovič | 7           | 6           |  |  |              |                  |              |              |              |  |

### Sezione 4
|  | Primo turno | Primo turno    | Primo turno    | Primo turno | Primo turno |  |  | Ultimo turno | Ultimo turno | Ultimo turno | Ultimo turno | Ultimo turno |  |
|  |             |                |                |             |             |  |  |              |              |              |              |              |  |
|  | 4           | Lu Jingjing    | Lu Jingjing    | 7           | 7           |  |  |              |              |              |              |              |  |
|  | WC          | Joanna Garland | Joanna Garland | 65          | 5           |  |  | 4            | Lu Jingjing  | 4            | 6            | 3            |  |
|  |             | Zhang Yuxuan   | Zhang Yuxuan   | 6           | 6           |  |  |              | Zhang Yuxuan | 6            | 3            | 6            |  |
|  | 11          | Ayano Shimizu  | Ayano Shimizu  | 3           | 1           |  |  |              |              |              |              |              |  |

### Sezione 5
|  | Primo turno | Primo turno     | Primo turno     | Primo turno | Primo turno |  |  | Ultimo turno | Ultimo turno    | Ultimo turno    | Ultimo turno | Ultimo turno |  |
|  |             |                 |                 |             |             |  |  |              |                 |                 |              |              |  |
|  | 5           | Lizette Cabrera | Lizette Cabrera | 7           | 7           |  |  |              |                 |                 |              |              |  |
|  |             | Kang Jiaqi      | Kang Jiaqi      | 63          | 62          |  |  | 5            | Lizette Cabrera | Lizette Cabrera | 6            | 6            |  |
|  |             | Naiktha Bains   | 4               | 6           | 5           |  |  | 9            | Priscilla Hon   | Priscilla Hon   | 3            | 2            |  |
|  | 9           | Priscilla Hon   | 6               | 4           | 7           |  |  |              |                 |                 |              |              |  |

### Sezione 6
|  | Primo turno | Primo turno    | Primo turno    | Primo turno | Primo turno |  |  | Ultimo turno | Ultimo turno   | Ultimo turno | Ultimo turno | Ultimo turno |  |
|  |             |                |                |             |             |  |  |              |                |              |              |              |  |
|  | 6           | Eri Hozumi     | Eri Hozumi     | 1           | 63          |  |  |              |                |              |              |              |  |
|  |             | Hiroko Kuwata  | Hiroko Kuwata  | 6           | 7           |  |  |              | Hiroko Kuwata  | 6            | 3            | 2            |  |
|  |             | Lee Pei-chi    | Lee Pei-chi    | 2           | 3           |  |  | 8            | Junri Namigata | 4            | 6            | 6            |  |
|  | 8           | Junri Namigata | Junri Namigata | 6           | 6           |  |  |              |                |              |              |              |  |